# یوبلدو
یوبلدو (به ایتالیایی: Uboldo) یک کومونه در ایتالیا است که در استان وارزه واقع شده‌است.

## خصوصیات
یوبلدو ۱۰٫۶ کیلومترمربع مساحت و ۱۰٬۱۸۲ نفر جمعیت دارد و ۲۰۵ متر بالاتر از سطح دریا واقع شده‌است.